# Primula assamica
Primula assamica är en viveväxtart som beskrevs av Fletcher. Primula assamica ingår i släktet vivor, och familjen viveväxter. Inga underarter finns listade i Catalogue of Life.